# كوشال بال سينغ
كوشال بال سينغ (بالإنجليزية: Kushal Pal Singh)‏‏ (15 نوفمبر 1931 في بلندشهر ‏ - ) رائد أعمال، ورئيس تنفيذي هندي. يدير شركة DLF للعقارات.

## الجوائز
- بادما بوشان  [لغات أخرى]‏